# Ecaterina Andronescu
Ecaterina Andronescu (Malovăț, 7 aprile 1948) è una politica e ingegnere rumena, nel 2004 diventa rettore dell'Università Politecnica di Bucarest. Sempre nel 2004 è stata eletta presidente del Consiglio Nazionale Rettori in Romania. Nel 2008 è stata riconfermata per un nuovo mandato di quattro anni a capo del Consiglio nazionale dei Rettori.
Dal 1996 è membro del PSD e dal 1997 è membro del Consiglio Nazionale del PSD, dell'Esecutivo Centrale e Vice Presidente dell'Organizzazione PSD di Bucarest. Dal 2006 è vice presidente del Partito Social Democratico. È stata eletta deputato nelle legislature 1996-2000, 2000-2004, 2004-2008 sulle elezioni PSD e senatore nelle legislature 2008-2012 e 2012-2016, dalla stessa parte. Tra il 2000 e il 2003 è stata Ministro dell'Istruzione nel governo Năstase.
Dal 22 dicembre 2008 al 1º ottobre 2009 è stata Ministro dell'Istruzione, della Ricerca e dell'Innovazione nel governo Boc I. Ecaterina Andronescu si è dimessa il 1º ottobre 2009, contemporaneamente ai Social Democratici, in solidarietà con Dan Nica, che era stato respinto da Emil Boc. Il 2 luglio 2012 è diventata di nuovo ministro dell'Istruzione e della Ricerca nel governo Ponta I.

## Biografia

### Inizi e prima posizione ministeriale
È nata a Malovăț, Distretto di Mehedinți e divenne ingegnere nel 1972, dopo la laurea presso il Dipartimento di Scienza dei Materiali Oxidici e Ingegneria della Facoltà di Chimica Industriale dell'Università Politecnica di Bucarest.
Nel 1982 ha conseguito un dottorato nello stesso settore e ha intrapreso ulteriori studi in Europa occidentale negli anni '90.
Dal 1972 al 1983 è stata assistente docente dell'Università Politecnica, poi docente dal 1983 al 1990.
Dal 1994 è stata professoressa presso la stessa istituzione. Dal 1989 al 1992 è stata assistente decano della Facoltà di Chimica Industriale e decano dal 1992 al 2004. Divenne rettore dell'università nel 2004, fino al 2012.
Ha pubblicato oltre 155 lavori scientifici in periodici specializzati in Romania e all'estero; ha avuto più di 60 contratti di ricerca scientifica, anche all'estero; ha pubblicato tre libri; e ha ottenuto un brevetto.
Nel 1996, Andronescu è entrata a far parte del Partito della Socialdemocrazia in Romania (PDSR, PSD dal 2001). Era stata segretaria di Stato presso il Ministero dell'Istruzione dall'anno precedente, nelle elezioni dell'autunno 1996 (che il PDSR ha perso), ha ottenuto un posto nella Camera e ha lasciato il ministero. Fino al 2000, è stata segretaria del suo comitato per l'istruzione, la scienza e la gioventù, continuando a essere membro fino al 2008.
Rieletta nel 2000, è stata nominata al governo in arrivo di Năstase, servendosi fino al 2003, quando Alexandru Athanasiu la sostituì. Come ministro, ha preso una serie di decisioni controverse, tra cui la reintroduzione di un esame richiesto per l'accesso alle facoltà universitarie; la ripresa di un esame di ammissione alla scuola superiore; e una modifica del metodo di correzione del baccalaureato.
I critici hanno imputato che questi "esperimenti" avessero introdotto "l'anacronismo e il caos" nel sistema educativo rumeno, perturbando sia gli allievi che gli insegnanti, e l'incapacità reputabile di Andronescu di giustificare e sostenere le sue decisioni le guadagnò il soprannome di Abramburica abracadabra e brambura, "senza scopo").

### Opposizione e ritorno al governo
È stata eletta ancora nella Camera nel 2004 e nel Senato nel 2008. Durante quest'ultima campagna, ha incaricato il governo del Partito Nazionale Liberale incombente di immoralità, corruzione e incompetenza in materia di istruzione e ha pubblicato i suoi sforzi nel 2001-2003 per introdurre i computer nelle aule e costruire palestre; questi due programmi sono stati criticati alla fine del 2004, dopo che il PSD era stato eliminato dall'ufficio, per i risultati deboli dello sforzo di informatizzazione e per entrambi intrapresi dopo i contratti di non-offerta di dieci milioni di dollari.
Inoltre, nel corso del 2008, ha avviato una legge che ha aumentato i salari degli insegnanti del 50%; questa misura ha ottenuto l'approvazione parlamentare unanime.

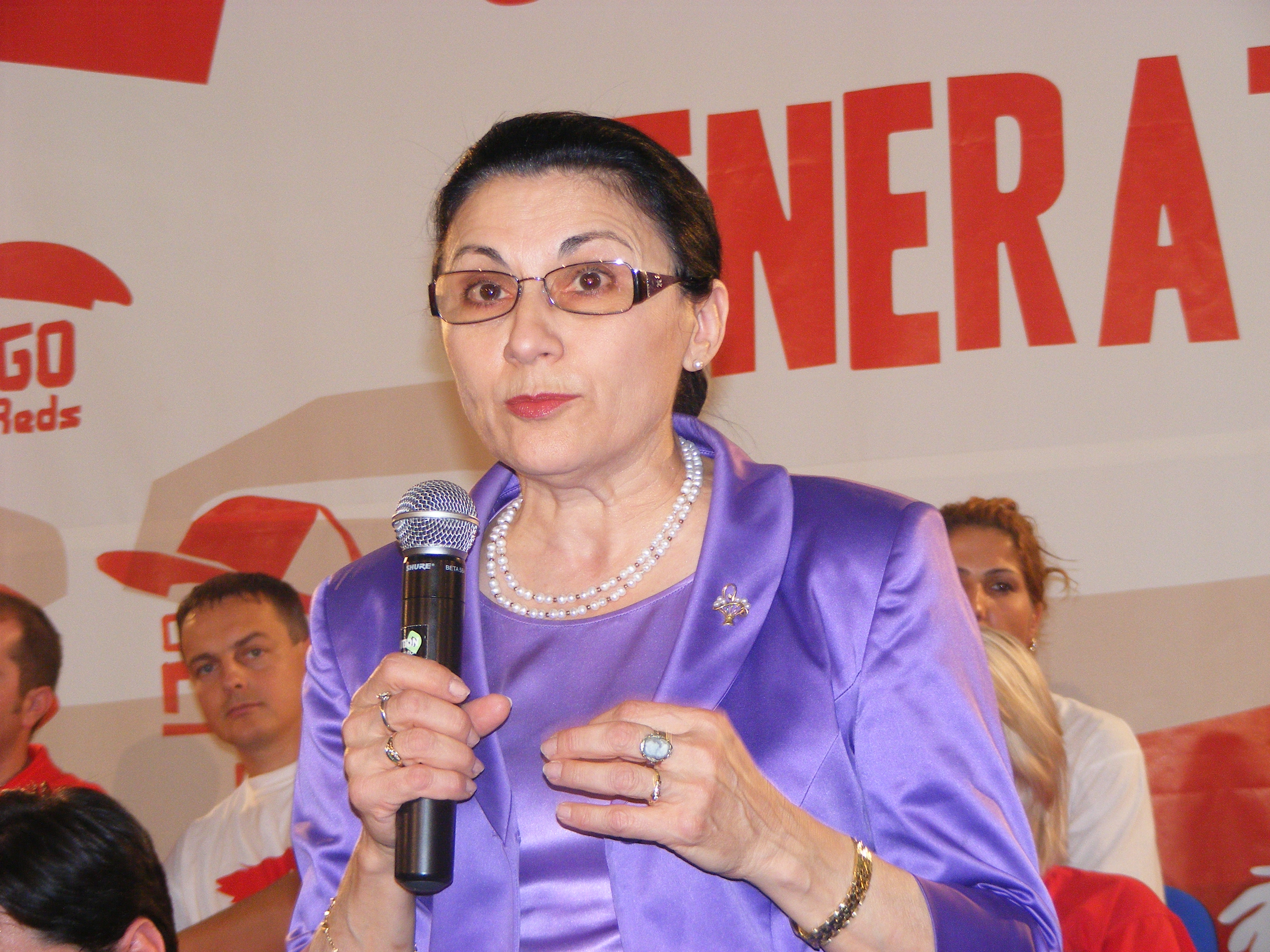
Andronescu mentre parla alla Gioventù Social Democratica di Otopeni nel settembre 2009.

Dopo la sua elezione al Senato, dove ha servito il comitato culturale fino al 2010, diventando anche vicepresidente del comitato educativo nel 2009, è stata nuovamente nominata ministro dell'istruzione. Durante questo periodo di governo, Andronescu ha attirato nuovamente polemiche.
Nel maggio 2009 gli autori della prova nazionale di ammissione alla scuola media hanno commesso due errori durante la scrittura delle domande, spingendo le dimissioni di due dipendenti del Ministero dell'istruzione e contribuendo alle preoccupazioni tra i leader del PSD che Andronescu stava danneggiando l'immagine del loro partito.
Ha poi indicato la volontà di smantellare la prova nella sua forma attuale, citando impopolarità tra gli insegnanti.
Quel luglio, ha annunciato che il suo ministero non avrebbe più rilasciato diplomi per l'Università privata Spiru Haret (e potrebbe cercare la sua chiusura definitiva), sostenendo che l'istituzione non era stata sottoposta ad accreditamento e autorizzazione per le sue offerte.
Questa azione, secondo quanto riferito, dispiaceva al presidente del PSD Mircea Geoană per non essere stata chiarita con lui in anticipo; l'università stessa ha portato il governo in tribunale e ha vinto il diritto di continuare le operazioni.
Ha lavorato per spingere ad un nuovo codice educativo attraverso il Parlamento, ma l'ex partner governativo del PSD, il Partito Democratico Liberale (PD-L), ha le proprie proposte; nonostante il suo desiderio espresso, il dibattito è entrato nella campagna presidenziale d'autunno, dove le parti sostengono candidati rivali.
Nel mese di settembre, il primo ministro Boc ha minacciato Andronescu con licenziamento se non avesse annullato un ordine che consente al ministro dell'istruzione (contrariamente agli ispettori scolastici) di potere cambiare i dirigenti scolastici; ha affermato che ciò avrebbe diminuito la politicizzazione del processo, mentre Geoană ha commentato che solo Boc non poteva respingere senza consultare il suo partito.
La mossa di Boc ha seguito un crescente scontento con lei all'interno del PD-L, i cui membri Ioan Oltean e Radu Berceanu hanno suggerito che la stessa Andronescu stava cercando di politicizzare il processo educativo.
Il PD-L ha anche suggerito che le proposte di Andronescu mirassero a sabotare il progetto di riforma di Boc, la parte ha affermato e ha affrontato le questioni fondamentali.(RO)  Insieme ai suoi colleghi del PSD, Andronescu si è dimessa dal Governo il 1º ottobre 2009, in segno di protesta per il licenziamento del vice primo ministro e del ministro dell'Interno Dan Nica. Boc stesso ha assunto il suo ministero, in via provvisoria.

### Controversia sul plagio e successivi sviluppi

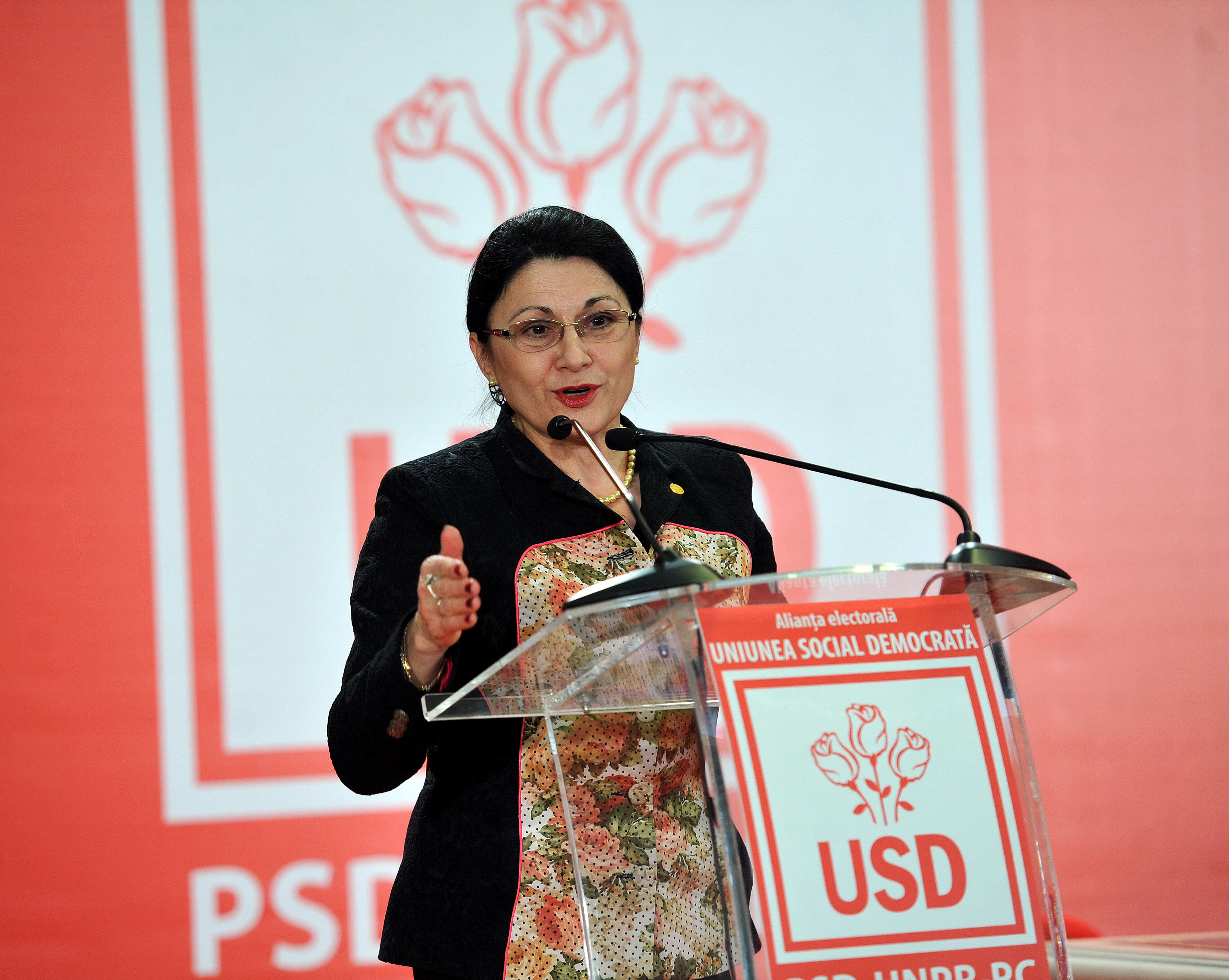
Ecaterina Andronescu alla firma del protocollo di istituzione dell'Unione Social-Democratica, 10 febbraio 2014.

Nel luglio 2012, Andronescu è diventata Ministro dell'Istruzione per la terza volta, nominata dal primo ministro Ponta.
Quando il presidente Traian Băsescu ha firmato la sua nomina, ha chiesto di confermare di non aver plagiato la tesi di dottorato. Questo è avvenuto in mezzo a uno scenario di scandali di plagio che, tra gli altri effetti, avevano costretto il suo predecessore Ioan Mang a dimettersi.
Andronescu, pur trovando la richiesta "degradante" per la sua carriera professionale, ha dichiarato di non aver mai commesso un plagio. integru.org, un sito rumeno gestito da anonimi accademici e focalizzato sul rilevamento del plagio, ha caricato che per un articolo del 2003 Andronescu e il suo coautore avevano sollevato passaggi significativi senza attribuire tre altri lavori.
Le affermazioni sono state pubblicate da Frankfurter Allgemeine Zeitung; in risposta, il ministro ha affermato che le sue azioni non erano plagio.
Anche nello stesso periodo, un articolo in Nature l'ha accusata di aver stipulato una richiesta di finanziamento della ricerca di € 500.000 su plagio, ha negato di aver mai firmato il documento.
Un terzo incidente è sorto su un articolo pubblicato, con differenze minori, quattro volte tra il 2006 e il 2007; integru.org ha affermato che Andronescu, il cui nome è apparso sulla lista degli autori nelle ultime tre volte, ma non il primo, ha plagiato il primo gruppo di autori.
Alle elezioni di dicembre, ha mantenuto il suo posto nel Senato con un alto livello nazionale del 68% ma non è stata riconfermata nel governo Ponta quando è stato formato il governo nel mese più tardi.
Nel Senato è stata presidente del comitato educativo dal 2012. Nelle elezioni del Parlamento europeo del 2014, ha ottenuto un posto come deputato europeo. Tuttavia, Ponta, come capo del partito, la persuase di non entrare in carica, dicendo che era troppo importante a livello nazionale per avere il permesso di un lavoro all'estero. È stata rieletta al Senato alle elezioni parlamentari del 2016.

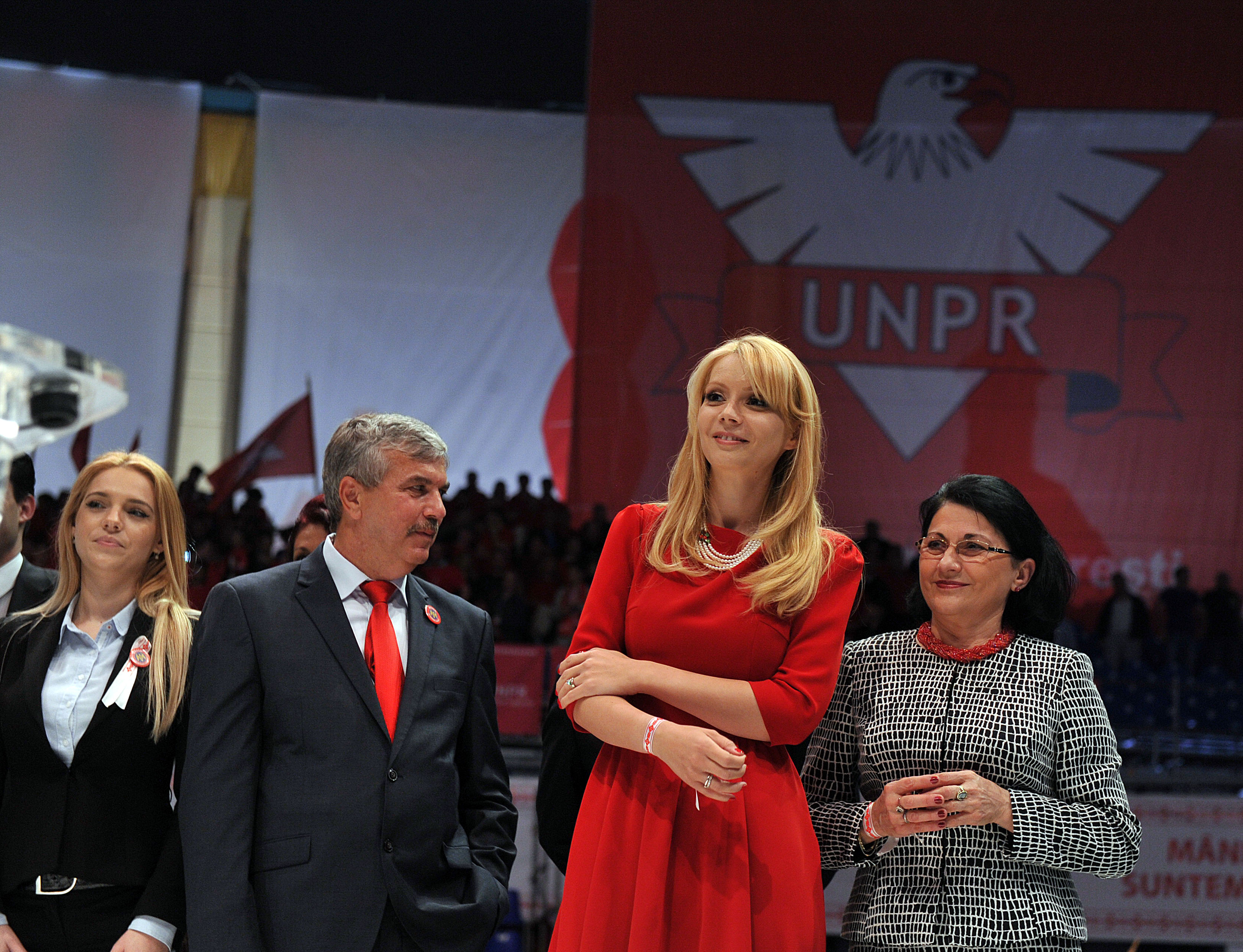
Dan Nica, Daciana Sârbu e Ecaterina Andronescu al lancio dei candidati dell'Alleanza PSD-UNPR-PC per le elezioni del Parlamento europeo del 2014.

All'interno del suo partito, Andronescu ha svolto diversi incarichi dal 1997: vicepresidente del capitolo di Bucarest; membro dell'ufficio esecutivo centrale; membro del consiglio nazionale, vicepresidente dal 2010, e presidente ad interim del capitolo di Bucarest, dal 2012.
Nel 2002, fu investita cavaliere dell'Ordine della Stella di Romania. L'anno successivo è diventata membro corrispondente dell'Accademia Tecnica Baia Mare. Ha titoli di dottorato onorario di cinque università rumene.